# Flemington (Wirginia Zachodnia)
Flemington – miasto w Stanach Zjednoczonych, w stanie Wirginia Zachodnia, w hrabstwie Taylor.